# Stentjärnen (Ljusdals socken, Hälsingland, 688220-150647)
Stentjärnen är en sjö i Ljusdals kommun i Hälsingland och ingår i Ljusnans huvudavrinningsområde.